# Colonia megye
Colonia  egy megye Uruguayban. A fővárosa Colonia del Sacramento.

## Földrajz
Az ország délnyugati részén található. Megyeszékhely: Colonia del Sacramento